# 아리아케 어번 스포츠 파크
아리아케 어번 스포츠 파크(일본어: 有明アーバンスポーツパーク)는 일본 도쿄도 고토구 아리아케에 가설되는 경기장으로, 2020년 하계 올림픽 경기장으로 사용될 예정이다. 자전거 경기 종목의 BMX 레이싱, BMX 프리스타일 외에도 스케이트보드 대회도 이루어진다.

## 같이 보기
- 2020년 하계 올림픽 스케이트보드
- 2020년 하계 올림픽 사이클